# Finał Pucharu Polski w piłce nożnej 1987
Finał Pucharu Polski w piłce nożnej 1987 – mecz piłkarski kończący rozgrywki Pucharu Polski 1986/1987 oraz mający na celu wyłonienie triumfatora tych rozgrywek, który został rozegrany 24 czerwca 1987 roku na Stadionie Miejskim w Opolu, pomiędzy Śląskiem Wrocław a GKS-em Katowice. Trofeum po raz 2. wywalczył Śląsk Wrocław, który uzyskał tym samym prawo gry w Pucharze Zdobywców Pucharów 1987/1988.

## Droga do finału
| Śląsk Wrocław | Śląsk Wrocław    | Śląsk Wrocław | Runda        | GKS Katowice | GKS Katowice          | GKS Katowice |
| Data          | Przeciwnik       | Wynik         | Runda        | Data         | Przeciwnik            | Wynik        |
| ------------- | ---------------- | ------------- | ------------ | ------------ | --------------------- | ------------ |
| 24.09.1986    | Śląsk II Wrocław | 5:2           | 1/16 finału  | 24.09.1986   | Odra Opole            | 2:0          |
| 29.10.1986    | Bałtyk Gdynia    | 2:1           | 1/8 finału   | 30.11.1986   | Odra Wodzisław Śląski | 3:2          |
| 15.04.1987    | Pogoń Szczecin   | 3:1           | Ćwierćłfinał | 15.04.1987   | GKS Katowice          | 1:0          |
| 06.05.1987    | Pogoń Szczecin   | 2:1           | Ćwierćłfinał | 06.05.1987   | GKS Katowice          | 2:1          |
| 03.06.1987    | Wisła Kraków     | 1:0           | Półfinał     | 03.06.1987   | ŁKS Łódź              | 5:1          |
| 17.06.1987    | Wisła Kraków     | 1:1           | Półfinał     | 17.06.1987   | ŁKS Łódź              | 3:3          |

## Tło
W finale rozgrywek zmierzyły się ze sobą triumfator poprzednich rozgrywek GKS Katowice i Śląsk Wrocław. Dla drużyny Wojskowych triumf w rozgrywkach był ostatnią szansą na występ w europejskich pucharach, gdyż rozgrywki ligowe w sezonie 1986/1987 zakończyła na 4. miejscu, natomiast drużyna GieKSy na 3. miejscu, w związku z czym już miała zapewniony występ w tej rangi rozgrywek. Trzy dni wcześniej, 21 czerwca 1987 roku, w ostatniej 30. kolejce sezonu 1986/1987 oba kluby grały ze sobą i wówczas mecz zakończył się wygraną drużyny GieKsy 1:0 w Katowicach.

## Mecz

### Przebieg meczu
Mecz odbył się 24 czerwca 1987 roku o godz. 17:00 na Stadionie Miejskim w Opolu. Sędzią głównym spotkania był Krzysztof Czemarmazowicz. Podczas regulaminowego czasu gry jak i dogrywki mimo braku goli mecz był bardzo ciekawym widowiskiem dla zgromadzonych na trybunach widzów. W drużynie Wojskowych najlepszym zawodnikiem był Ryszard Tarasiewicz, który jednak nie miał okazji udziału w serii rzutów karnych, gdyż dostał czerwoną kartkę za krytykę kontrowersyjnych decyzji sędziego, natomiast w drużynie GieKSy najlepszym zawodnikiem był bramkarz Mirosław Dreszer. W serii rzutów karnych drużyna Wojskowych wygrała 4:3, która tym samym została triumfatorem rozgrywek.

### Szczegóły meczu
| 24 czerwca 1987 17:00                           | Śląsk Wrocław | 0:0 k. 4:3Raport                                 | GKS Katowice | Stadion Miejski, Opole Widzów: 12 000 Sędzia: Krzysztof Czemarmazowicz (Szczecin) |
|                                                 |               |                                                  |              |                                                                                   |
|                                                 |               | Rzuty karne                                      |              |                                                                                   |
| Machaj · Król · Grzanka · Mikołajewicz · Prusik |               | Furtok · Nazimek · Piekarczyk · Łuczak · Krzyżoś |              |                                                                                   |

| Śląsk Wrocław: |  |                        |                 |      |
|                |  |                        |                 |      |
| BR             |  | Janusz Jedynak         |                 |      |
| OB             |  | Waldemar Tęsiorowski   |                 |      |
| OB             |  | Paweł Król             | Żółta kartka    |      |
| OB             |  | Jacek Nocko            |                 |      |
| OB             |  | Stefan Machaj          |                 |      |
| PO             |  | Zbigniew Mandziejewicz |                 |      |
| PO             |  | Ryszard Tarasiewicz    | Czerwona kartka |      |
| PO             |  | Andrzej Rudy           | Żółta kartka    | 106' |
| PO             |  | Waldemar Prusik        |                 |      |
| NA             |  | Dariusz Marciniak      |                 | 114' |
| NA             |  | Kazimierz Mikołajewicz |                 |      |
| Zmiany:        |  |                        |                 |      |
| PO             |  | Robert Grzanka         |                 | 106' |
| NA             |  | Mariusz Stelmach       |                 | 114' |
| Trener:        |  |                        |                 |      |
| Henryk Apostel |  |                        |                 |      |

| GKS Katowice: |  |                    |              |     |
|               |  |                    |              |     |
| BR            |  | Mirosław Dreszer   |              |     |
| OB            |  | Marek Biegun       |              | 91' |
| OB            |  | Piotr Piekarczyk   |              |     |
| OB            |  | Krzysztof Zając    |              |     |
| OB            |  | Jerzy Kapias       |              |     |
| PO            |  | Janusz Nawrocki    |              | 29' |
| PO            |  | Jerzy Wijas        | Żółta kartka |     |
| PO            |  | Zbigniew Krzyżoś   |              |     |
| PO            |  | Mirosław Kubisztal |              |     |
| NA            |  | Jan Furtok         |              |     |
| NA            |  | Marek Koniarek     |              |     |
| Zmiany:       |  |                    |              |     |
| PO            |  | Józef Łuczak       |              | 29' |
| OB            |  | Piotr Nazimek      |              | 91' |
| Trener:       |  |                    |              |     |
| Alojzy Łysko  |  |                    |              |     |

| Puchar Polski w piłce nożnej 1986/1987 Zwycięzcy |
| ------------------------------------------------ |
| Śląsk Wrocław 2. Tytuł                           |